# Acca lanuginosa
Acca lanuginosa jedna od tri biljne vrste u rodu Acca, porodica mirtovki. Endem je u Peruu. Nanofanerofit ili fanerofit.
Bazionim je Psidium lanuginosum Ruiz & Pav. ex G. Don

## Sinonimi
- Acca peruviana O. Berg
- Acca velutina Burret
- Psidium lanuginosum Ruiz & Pav. apud Lopez